# Якобсен, Эгил
Эгил Якобсен (дат. Egil Jacobsen, 11 июня 1897, Копенгаген — 27 марта 1923, там же) — датский шахматист, мастер. По профессии — инженер. Чемпион Дании 1917 и 1922 гг. Участник сильного по составу двухкругового международного турнира в Копенгагене (кроме него, играли также А. И. Нимцович, С. Г. Тартаковер, Ф. Земиш, Р. Шпильман и Й. Мёллер). Часто в книгах и базах данных ошибочно указывается, что в турнире играл шведский мастер Э. Якобсон. После турнира в своей статье в журнале «Wiener Schachzeitung» Тартаковер назвал Якобсена одним из сильнейших шахматистов Дании. Однако вскоре после турнира у Якобсена образовался нарыв в горле, и он умер от сепсиса.

## Спортивные результаты
| Год  | Город      | Соревнование                                | + | − | = | Результат | Место |
| ---- | ---------- | ------------------------------------------- | - | - | - | --------- | ----- |
| 1912 | Стокгольм  | 8-й турнир северных стран (побочный турнир) |   |   |   | 8 из 15   | 8—9   |
| 1915 | Хорсенс    | Чемпионат Дании                             |   |   |   |           | 5—6   |
| 1916 | Копенгаген | 9-й турнир северных стран (побочный турнир) | 4 | 6 | 3 | 5½ из 13  | 9—10  |
| 1917 | Грено      | Чемпионат Дании                             |   |   |   |           | 1     |
| 1922 | Копенгаген | Чемпионат Дании                             | 6 | 0 | 1 | 6½ из 7   | 1     |
|      | Копенгаген | Турнир датских мастеров                     |   |   |   |           | 2     |
| 1923 | Копенгаген | Международный турнир                        | 1 | 5 | 4 | 3 из 10   | 5     |